# Malitbog (Leyte du Sud)
Pour les articles homonymes, voir Malitbog.
Malitbog (en cebuano Lungsod sa Malitbog ; en tagalog : Bayan ng Malitbog) est une municipalité de la province de Leyte du Sud, sur l'île de Leyte, aux Philippines.
Lors du recensement de 2020, sa population s'élève à 23 256 habitants.

## Géographie
Malitbog est une municipalité côtière, située au sud de l'île de Leyte, au bord de la baie de Sogod (en) qui fait partie de la mer de Bohol.
D'une superficie totale de 74,97 kilomètres carrés, Merida est divisée administrativement en 37 barangays ; 21 sont des barangays côtiers, 4 des barangays intérieurs et 12 des barangays de montagne : 
- Abgao
- Aurora
- Benit
- Caaga
- Cabul-anonan (Poblacion)
- Cadaruhan
- Candatag
- Cantamuac
- Caraatan
- Concepcion
- Guinabonan
- Iba
- Lambonao
- Maningning
- Maujo
- Pasil (Poblacion)
- Sabang
- San Antonio (Poblacion)
- San Isidro
- Santo Niño
- San Jose
- San Roque
- San Vicente
- Sangahon
- Santa Cruz
- Taliwa (Poblacion)
- Tigbawan I
- Tigbawan II
- Timba
- Asuncion
- Cadaruhan Sur
- Fatima
- Juangon
- Kauswagan
- Mahayahay
- New Katipunan
- Pancil

## Histoire
En 1957, plusieurs barrios de la partie sud de Malitbog, dont l'île de Limasawa, sont détachés de Malitbof pour former une municipalité distincte, Padre Burgos. En 1971, la partie nord de Malitbog, désignée jusque là sous le nom de Santiago, a été érigée en municipalité autonome sous le nom de Tomas Oppus.